# Comuna Korolivka, Makariv
Korolivka (în ucraineană Королівка) este o comună în raionul Makariv, regiunea Kiev, Ucraina, formată din satele Ferma, Korolivka (reședința) și Novomîrivka.

## Demografie
Componența lingvistică a comunei Korolivka
     Ucraineană (98,89%)
     Rusă (1,11%)
Conform recensământului din 2001, majoritatea populației comunei Korolivka era vorbitoare de ucraineană (98,89%), existând în minoritate și vorbitori de rusă (1,11%).